# Nico Christ
Nico Christ (n. 30 octombrie 1981, Tübingen, Republica Federală Germania, Germania) este un jucător german de tenis de masă. Jucător exceptional la TSV Gräfelfing în liga a doua națională sud. În clasamentul  mondial este pe locul 234 și locul 14 în lista Joola Computer din Germania. (Clasamentul din octombrie 2007)
Nico Christ este dreptaci și joacă în stil de prindere Shakehand. Punctele lui forte sunt în primul rând returul, dar și jocul lui de atac. În prezent folosește lemnul “Kinetic CF Carbo-Aramid Off” și suprafață “Revolution C.O.R.2” (pe ambele fețe).
Locuiește și trăește în Karlsruhe unde și studiază fizică la Universitatea Karlsruhe. Datorită studiului a avut ocazia de a participa la Universiada în Bangkok 2007, reușind să câștige medalia de bronz la concursul pe echipe.

### Reușite
- 1998 Campion la Competiția Europeană de Tineret în Norcia (Italia)
- 2002 Campion în liga a doua cu TTC Karlsruhe-Neureut
- 2003 Campion la dublu masculin împreună cu Bastian Steger în Campionatul German
- 2004 Campion la dublu mixt împreună cu Christina Fischer în Campionatul German
- 2004 Medalia de bronz în Campionatul German la dublu masculin alături de Bastian Steger
- 2005 Medalia de bronz în Campionatul German la dublu mixt alături de  Christina Fischer
- 2007 Sferturi de Finală la Campionatul German
- 2007 Medalia de bronz la Concursul pe echipe la Universiade (Thailanda)